# 阿尔贝加里亚-达塞拉
阿尔贝加里亚-达塞拉是葡萄牙阿威罗区的一个堂区。总面积14.72平方公里，总人口140人，人口密度9.5人/平方公里。